# Скаммон-Бей (аэропорт)
Аэропорт Скаммон-Бей (англ. Scammon Bay Airport), (ИАТА: SCM, ИКАО: PACM, FAA LID: SCM) — государственный гражданский аэропорт, расположенный в населённом пункте Скаммон-Бей (Аляска), США.

## Операционная деятельность
Аэропорт Скаммон-Бей занимает площадь в 42 гектар, расположен на высоте 4 метров над уровнем моря и эксплуатирует две взлётно-посадочные полосы:
- 10/28 размерами 914 x 23 метров с гравийным покрытием;
- 4W/22W размерами 3048 x 152 метров, предназначенную для приёма гидросамолётов.